# Festival de música

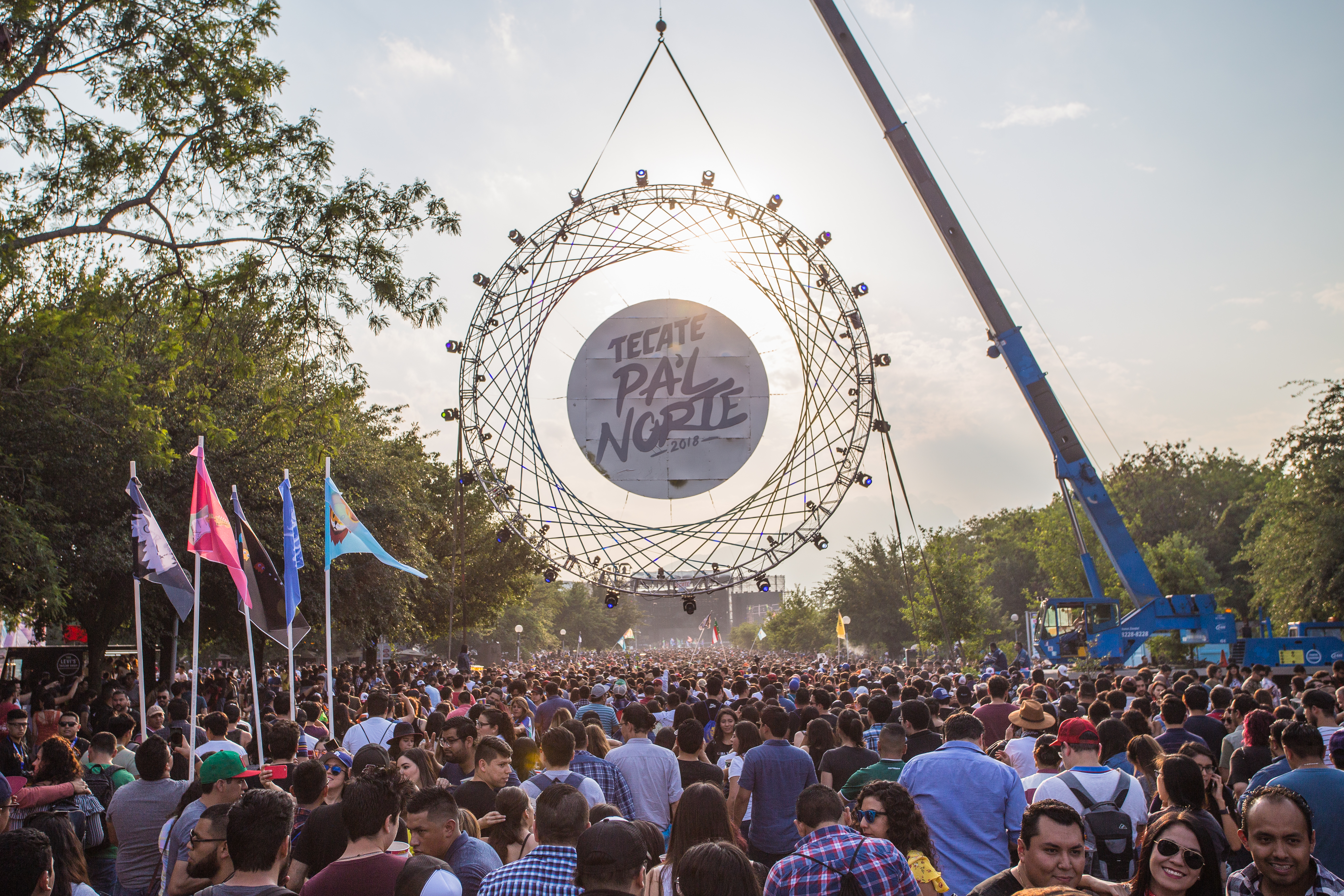
Festival Pa'l Norte (México), 2018.

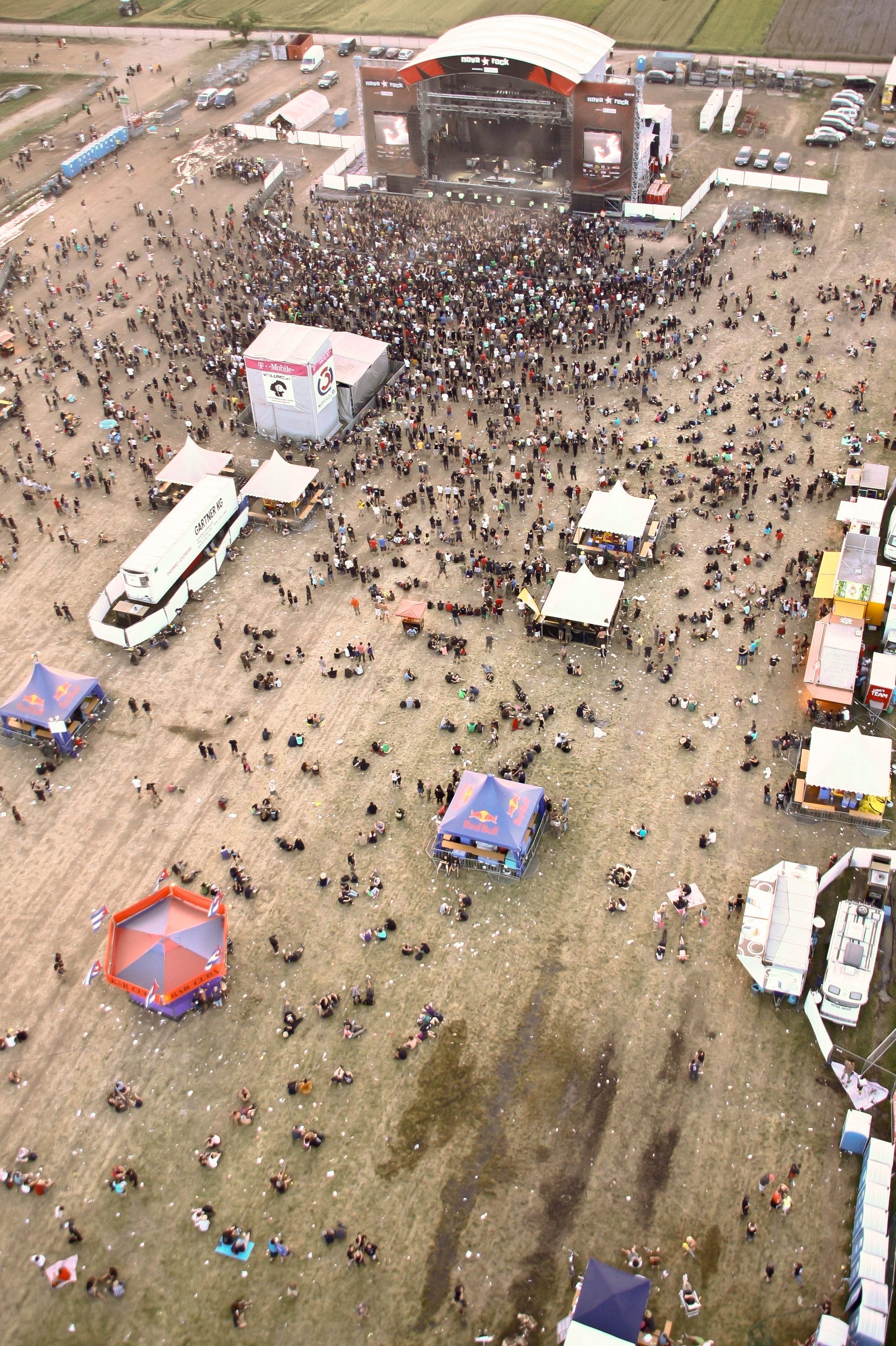
Festival en Nickelsdorf (Austria), 2010.

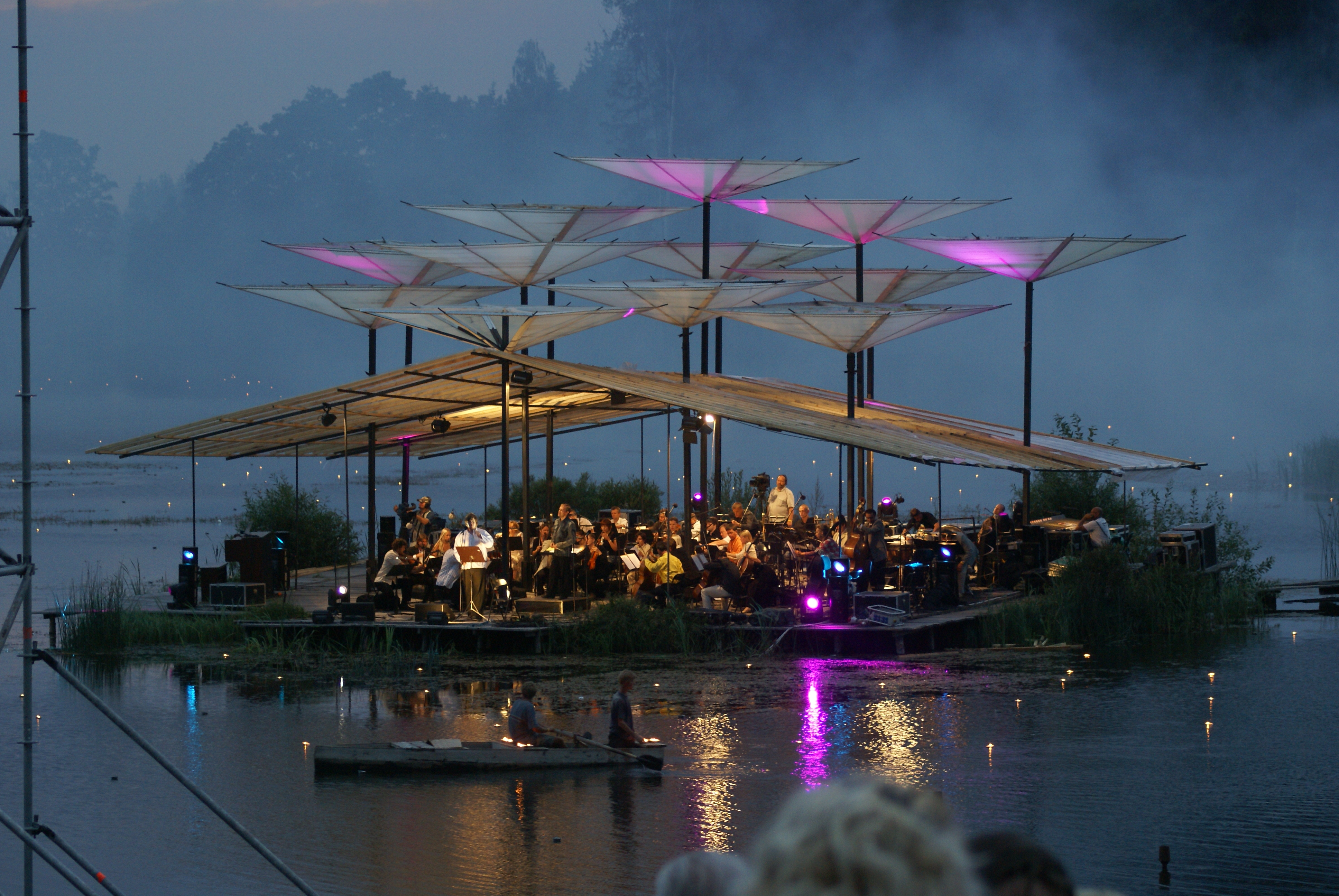
Festival del lago Leigo (Estonia), 2007.

Un festival de música es un evento social que suele aglutinar una gran cantidad de conciertos de música durante varios días y generalmente del mismo género musical, de este modo los asistentes al festival pueden pasar varios días disfrutando de música en directo. En estos festivales se suelen realizar otras actividades alternativas relacionadas con la música. Uno de los más famosos de la historia fue el Festival de Woodstock de 1969. En el continente americano destaca el Festival Internacional de la Canción de Viña del Mar y a nivel intercontinental sobresale el Festival de la Canción de Eurovisión por sus niveles de audiencia, que llegan a cifras de 200 millones de espectadores en el mundo a través de los medios de comunicación, ordinariamente a través de la televisión e internet.

## Historia
Los festivales empezaron siendo un conjunto de celebraciones en honor de los dioses. Ya en el 2500 a. C., los egipcios realizaban estos festivales acompañados de música y danza. Les siguieron los griegos y romanos. Los Juegos Píticos en Delfos incluían actuaciones musicales, y pueden ser considerados de los primeros festivales conocidos.
En la Edad Media los festivales se organizaban como competiciones musicales que eran patrocinadas por los gremios. 
Posteriormente, en 1897 se celebró el festival de música irlandesa en Dublín. 
Ya en el siglo XX, el fenómeno de los festivales de música tiene su mayor explosión durante la transición entre los años sesenta y setenta en el ámbito de la música rock y pop. En ese momento los dos acontecimientos musicales históricamente más importantes fueron el Festival de la Isla de Wight en 1968 en el sur de Inglaterra y el Festival de Woodstock en 1969 en Estados Unidos, el Festival de la Canción de Eurovisión desde 1956 y el Festival de Viña del Mar en Latinoamérica desde 1960.
Un gran número de festivales son eventos anuales, o se repiten siguiendo alguna otra periodicidad. A partir de 1975,tras la muerte del dictador Francisco Franco se empezó a celebrar el primer festival de música libre de España, el Festival Internacional de Ortigueira, en el que se reunían y se reúnen los grupos de música folk y celta de las principales Naciones,denominadas celtas. Algunos, entre ellos muchos festivales de rock, se celebran solo una vez. Ciertos festivales se organizan como conciertos con ánimo de lucro y otros son benéficos por una causa específica.